# Trinity College (Cambridge)
El Trinity College és un college de la Universitat de Cambridge a Anglaterra. El Trinity té més membres que qualsevol altre college de la Universitat de Cambridge o de la Universitat d'Oxford, amb uns 700 estudiants de grau, 430 estudiants graduats (graduated) i uns 170 membres (fellow). El Trinity és considerat com la institució acadèmica líder del món.
El seu lema en llatí és Virtus Vera Nobilitas (la virtut és la veritable noblesa)
El nom complet del Trinity College és "The Master, Fellows and Scholars of the College of the Most Holy and Undivided Trinity in the Town and University of Cambridge".
Com el seu college germà, Christ Church, Oxford, El Trinity tradicionalment és considerat el college més aristocràtic de la seva universitat i tradicionalment ha estat escollit per la família reial britànica.
La proporció d'alumnes estatals i alumnes privats a Trinity és aproximadament 2:3.
Les primeres regles de futbol contemporani es van dissenyar al Trinity College el 1848.

## Història

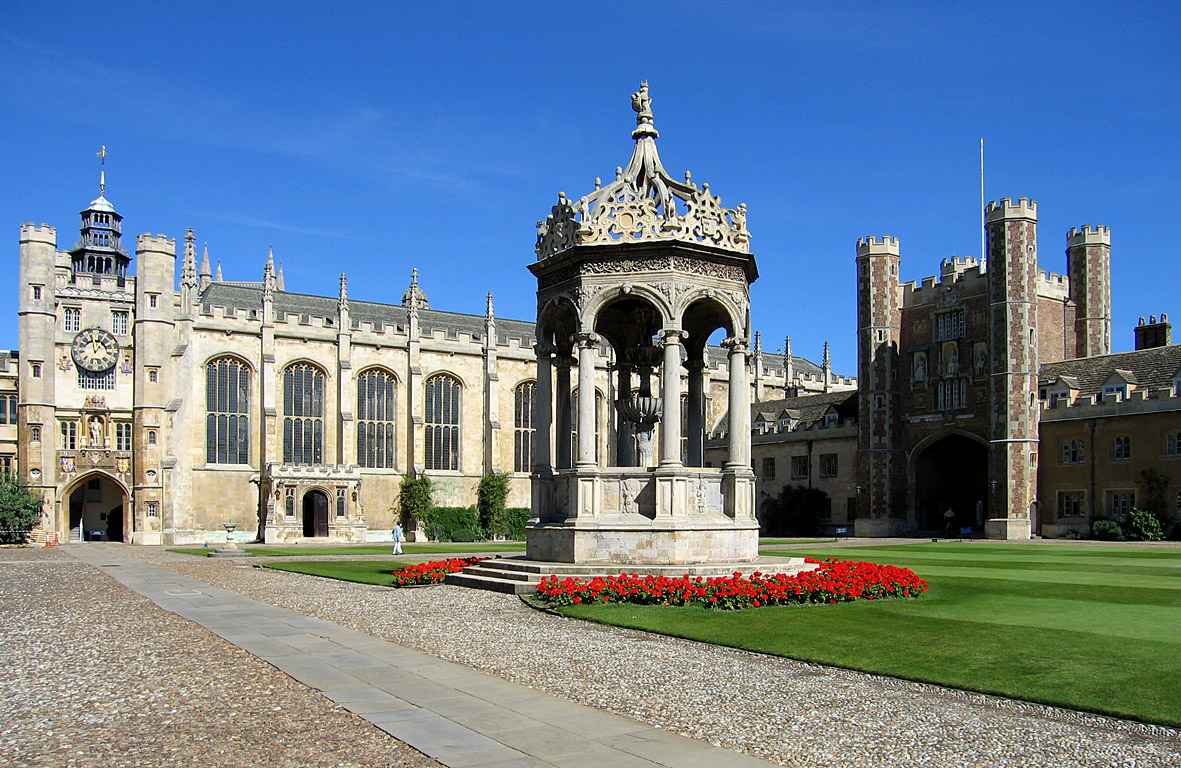
Great Court del Trinity College

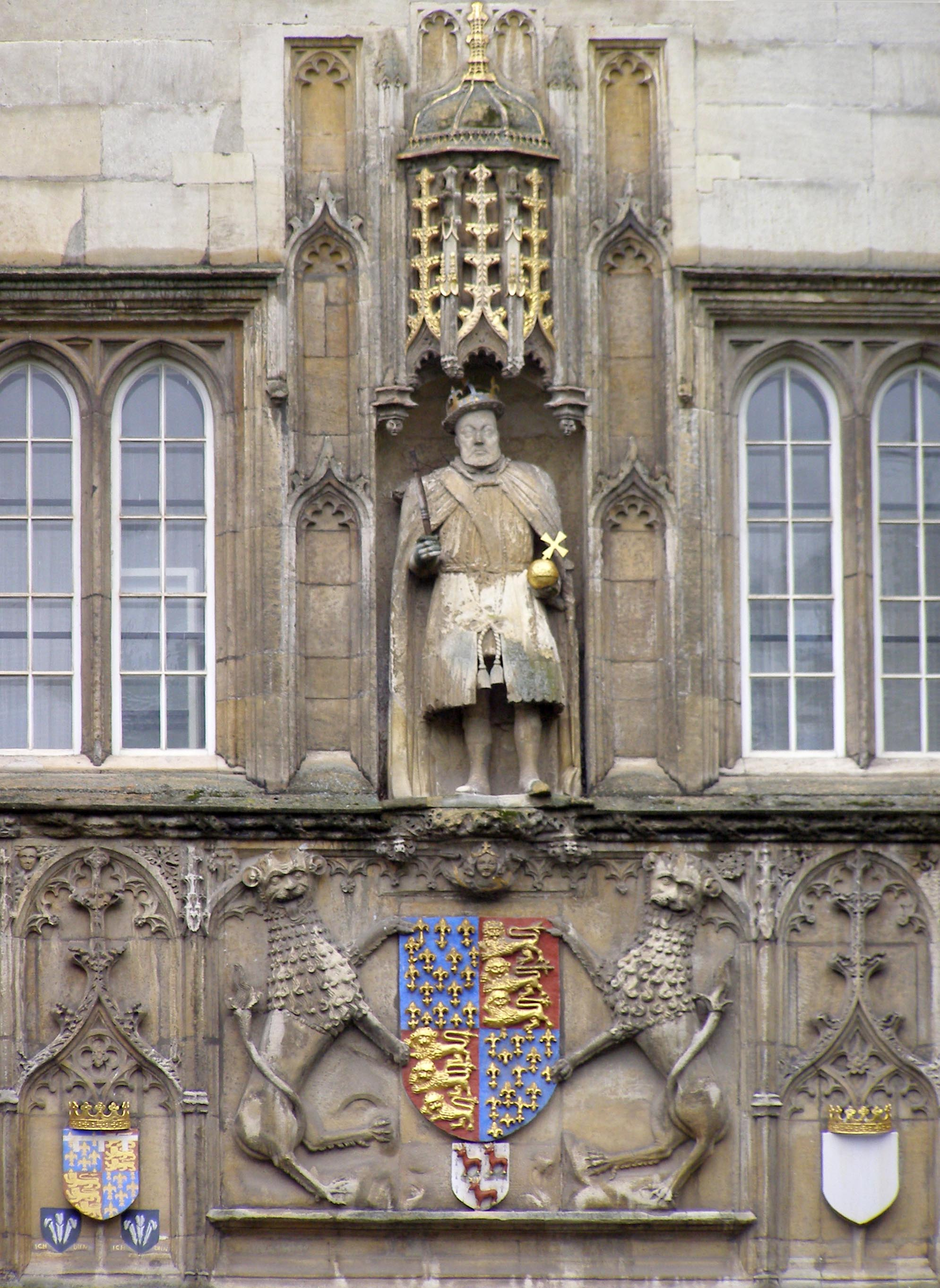
Estàtua del fundador del Trinity College Enric VIII d'Anglaterra que presideix la Great Gate

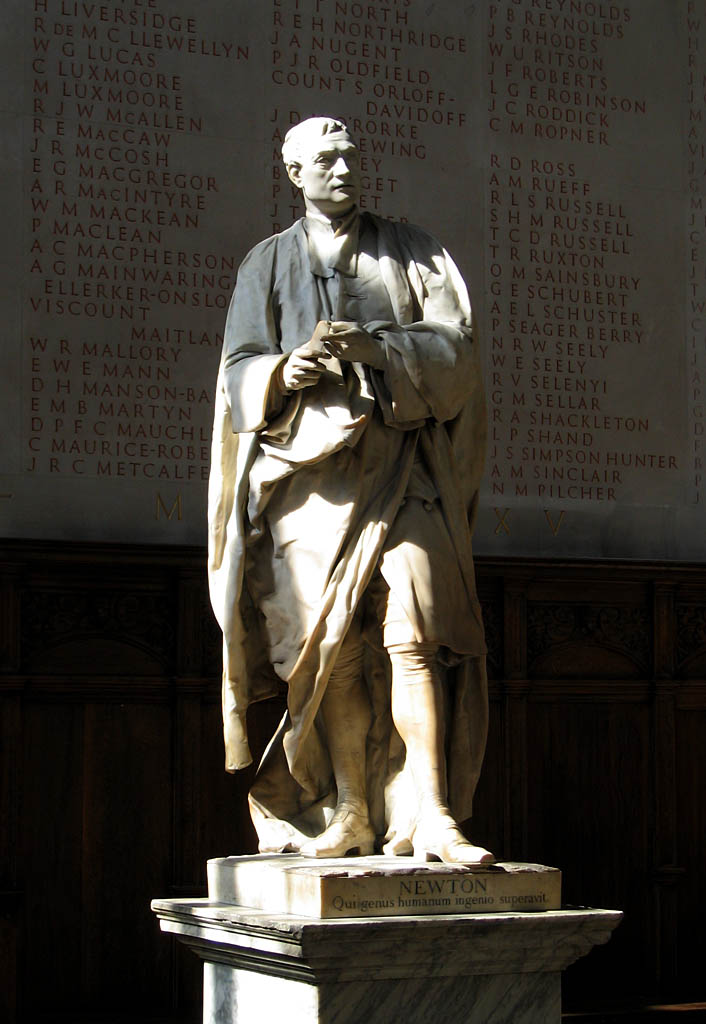
Estàtua d'Isaac Newton, a la capella del college

Aquest college va ser fundat per Enric VIII d'Anglaterra el 1546, a partir de la fusió de dos colleges preexistents: Michaelhouse (fundat per Hervey de Stanton el 1324), i King's Hall (establert per Eduard II d'Anglaterra el 1317.
La majoria dels principals edificis del Trinity daten dels segles xvi i xvii. Thomas Nevile, redissenyà o reconstruí gran part del college. A finals del segle xvii Sir Christopher Wren va construir la biblioteca Wren.

## Notables membres i alumnes
Trinity ha tingut alumnes molt notables entre ells 6 primers ministres britànics i diversos dirigents d'altres països, però els més distingits inclouen Isaac Newton, Bertrand Russell, Jordi VI i Ludwig Wittgenstein. Trinity ha originat 88 Premis Nobel, 4 Fields Medals i un Premi Abel en matemàtica i 2 Premi Templeton en religió.

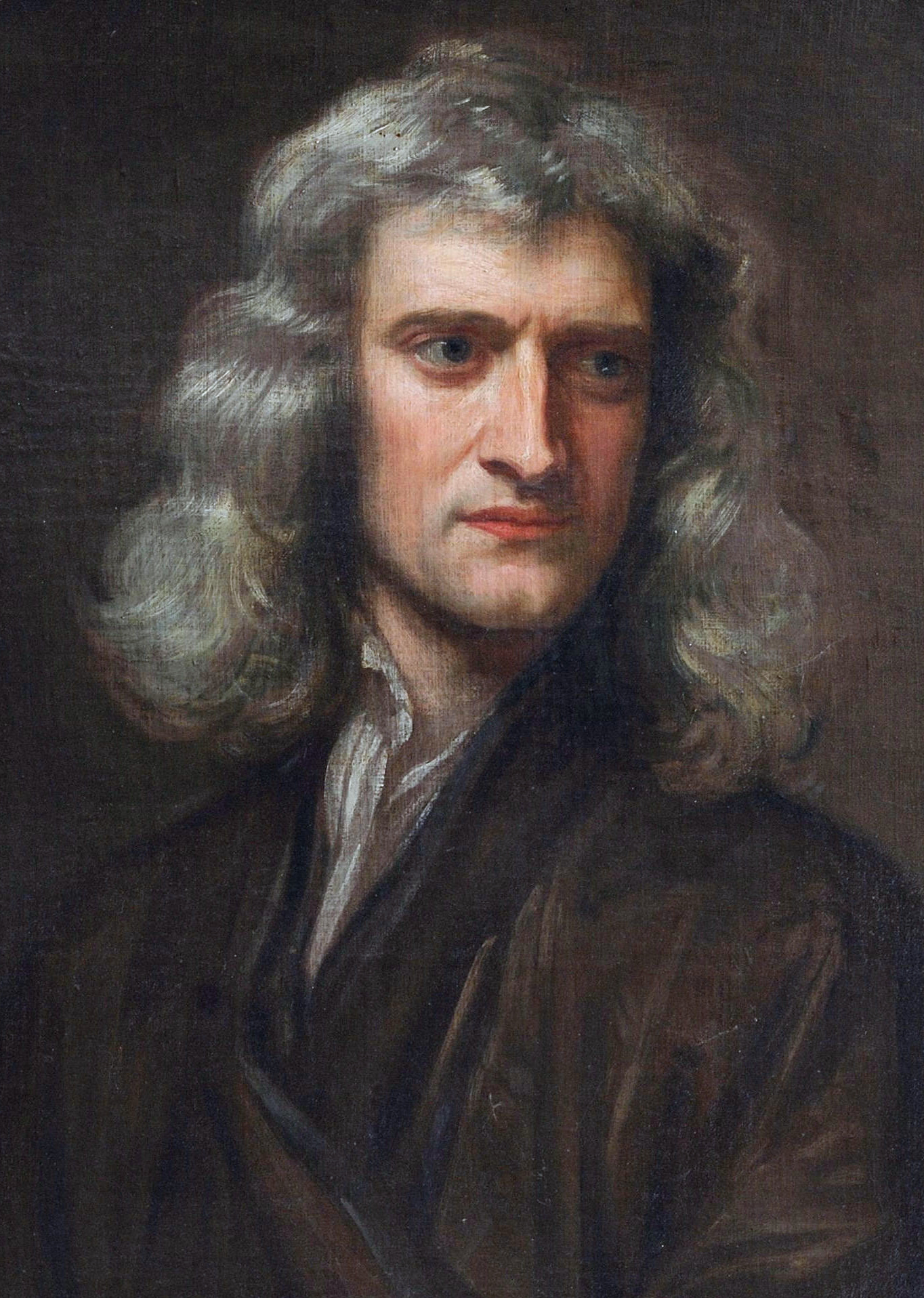
Isaac Newton
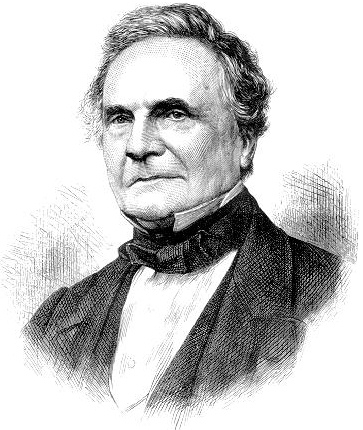
Charles Babbage
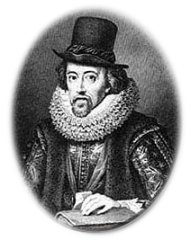
Sir Francis Bacon
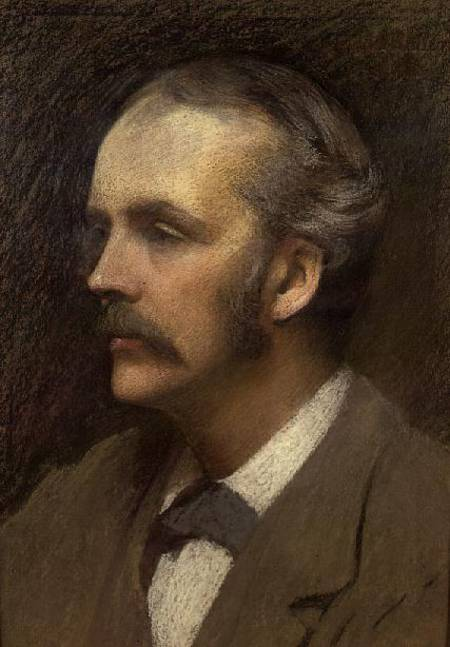
Arthur Balfour
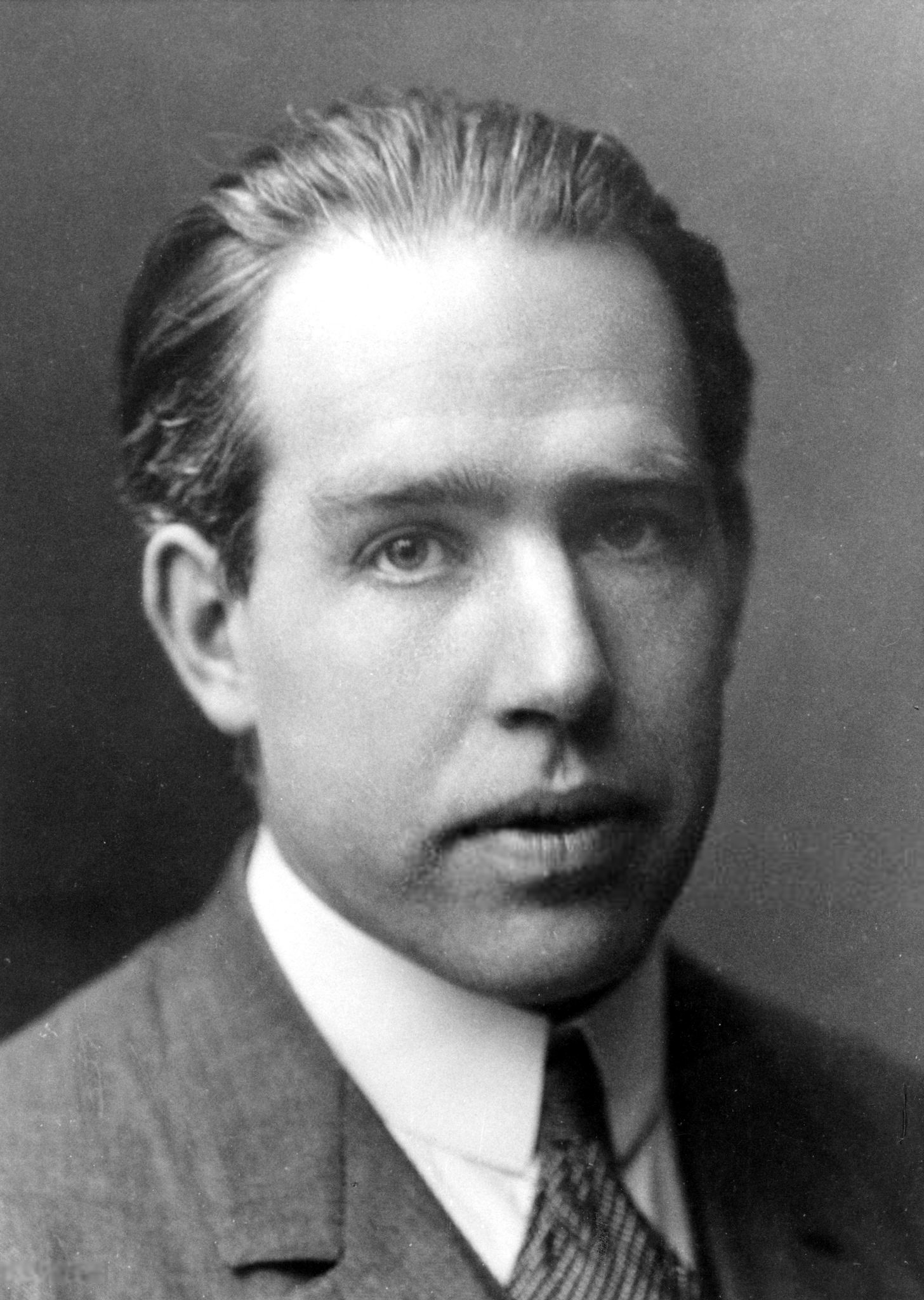
Niels Bohr
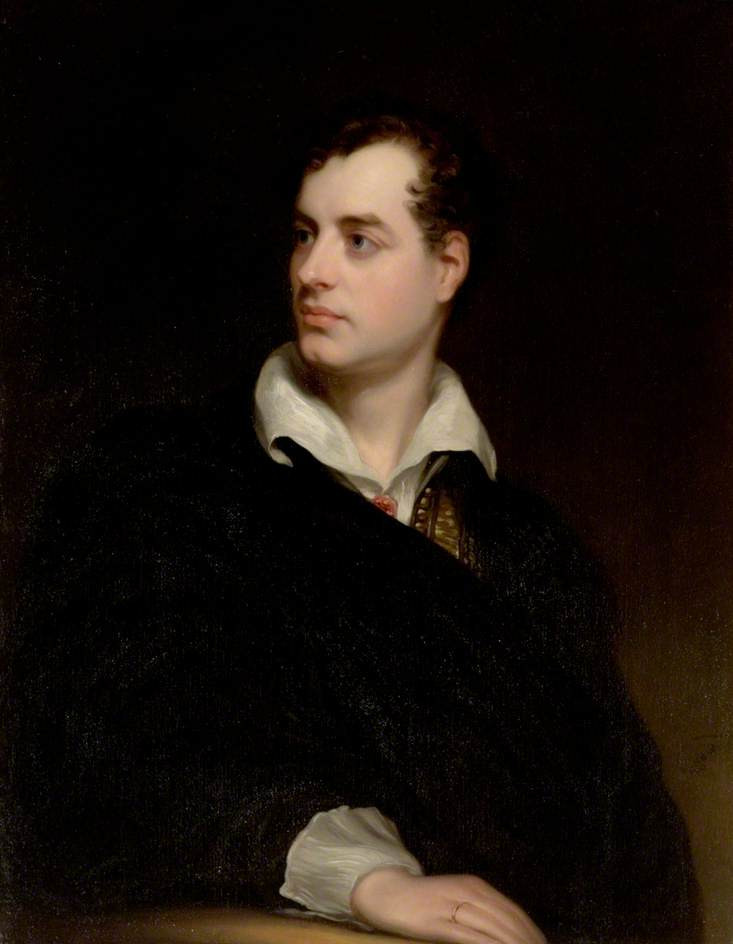
Lord Byron
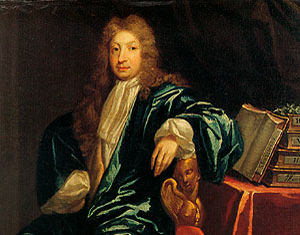
John Dryden
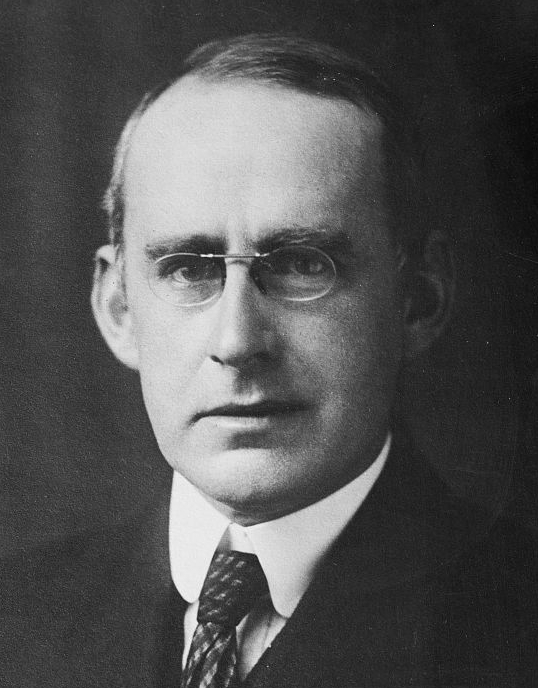
Sir Arthur Eddington
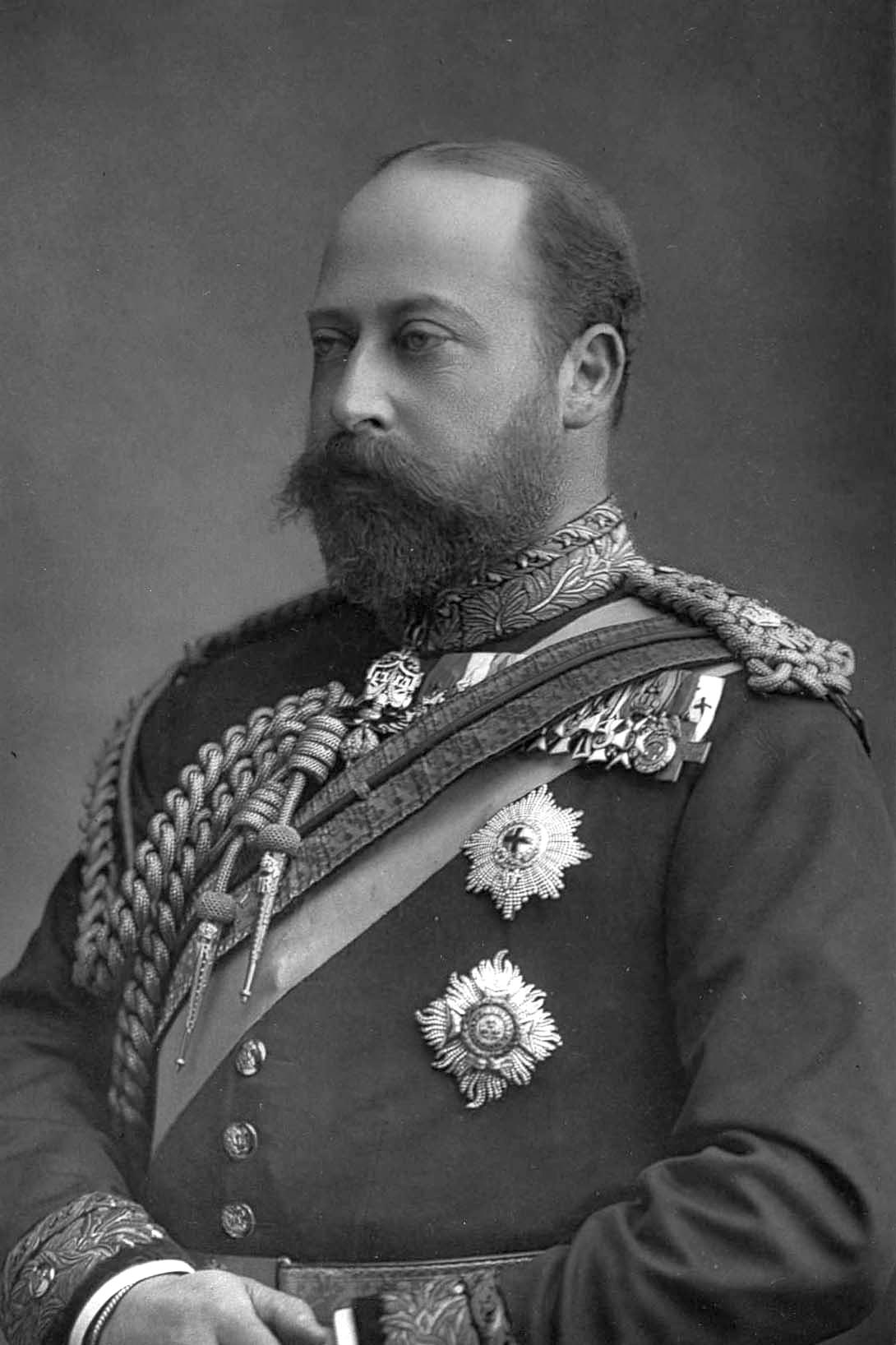
Eduard VII
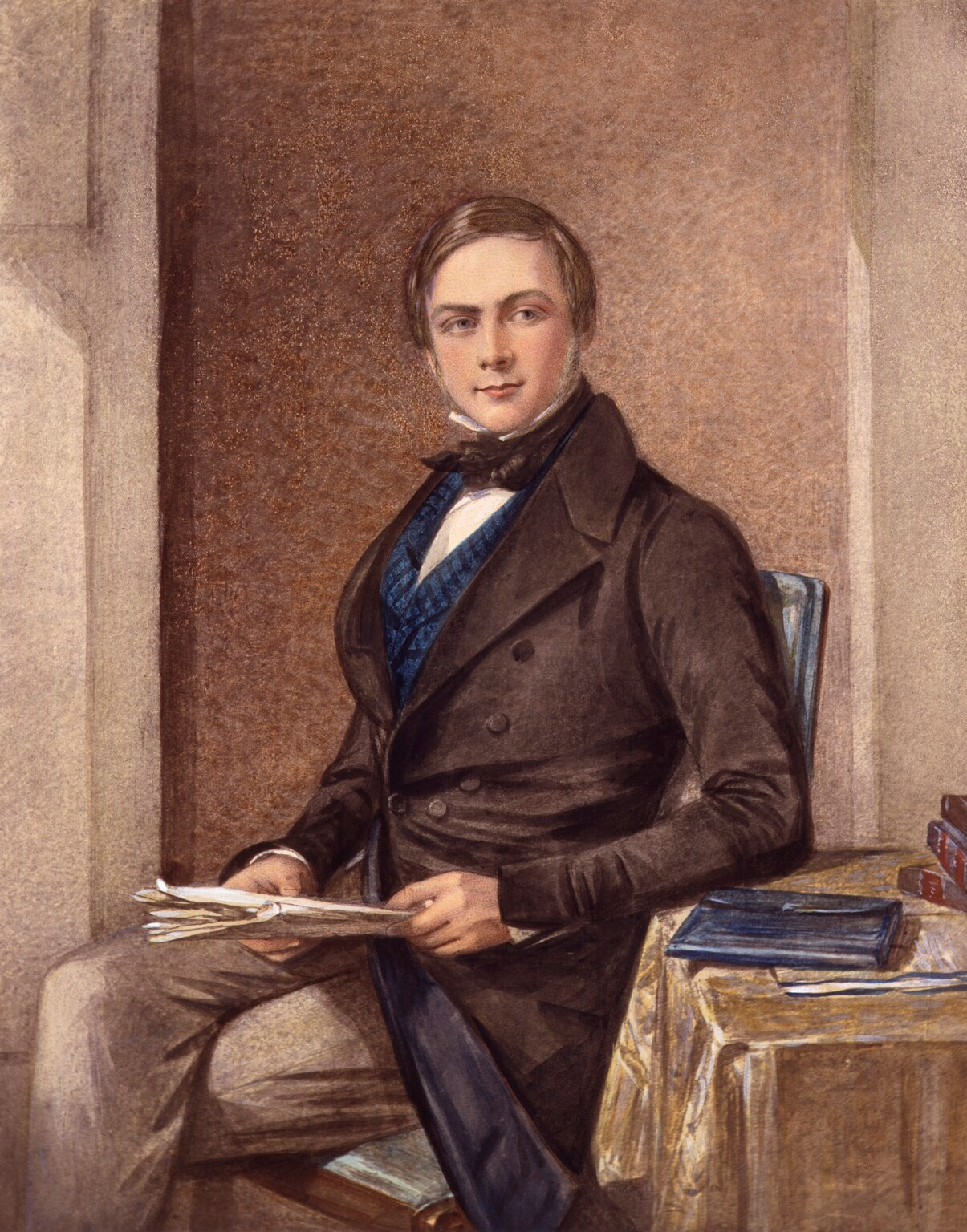
Sir Francis Galton
James Clerk Maxwell
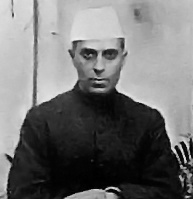
Jawaharlal Nehru
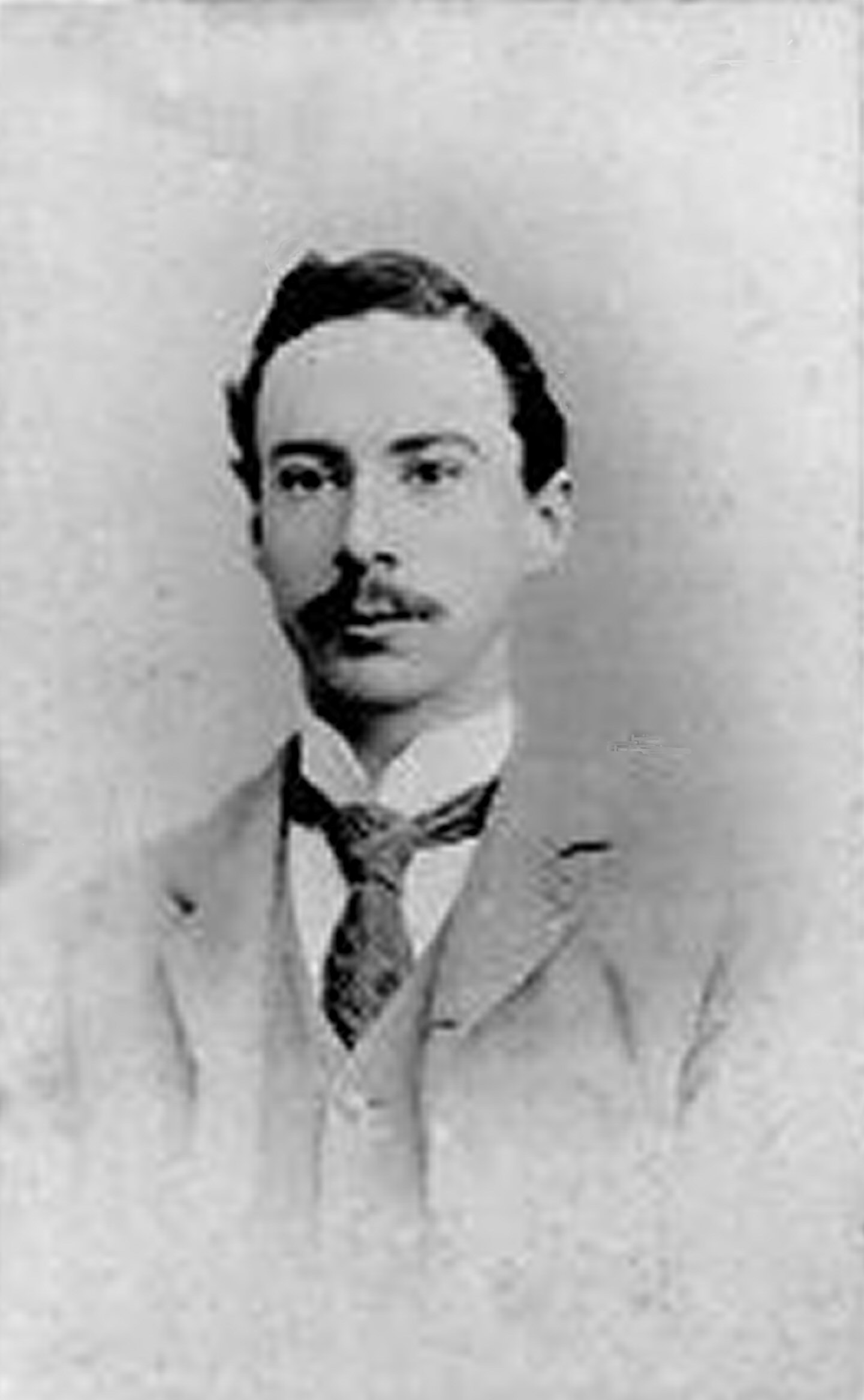
Bertrand Russell
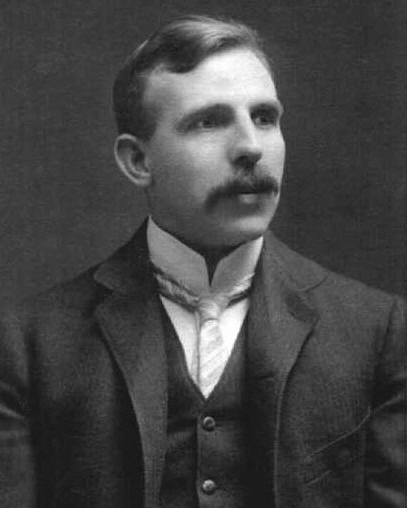
Ernest Rutherford
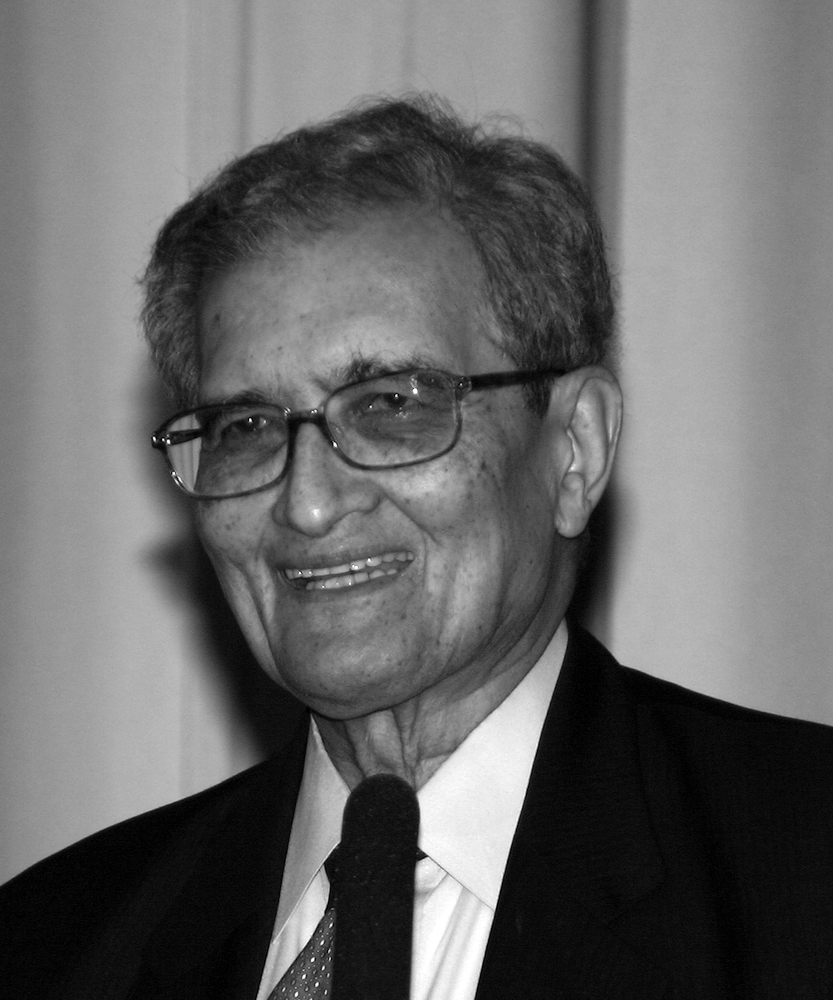
Amartya Sen
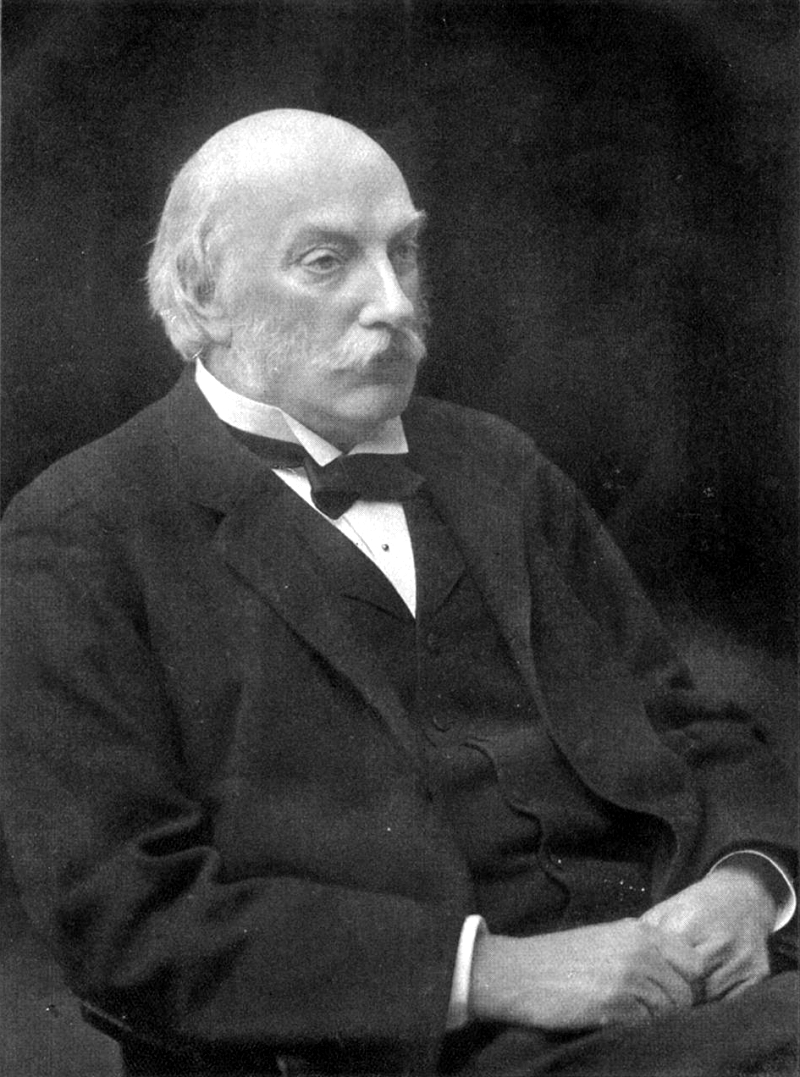
Lord Rayleigh
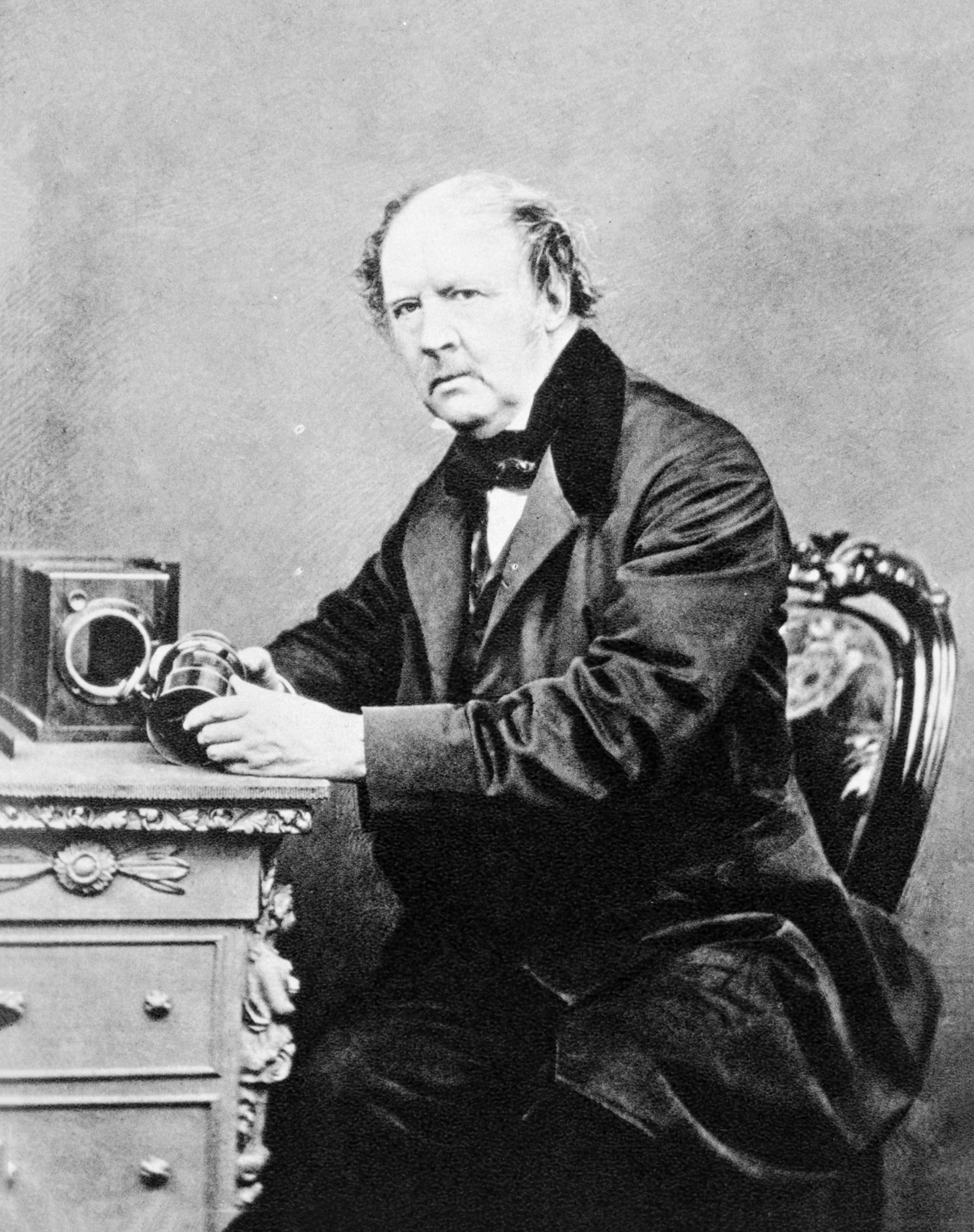
William Fox Talbot
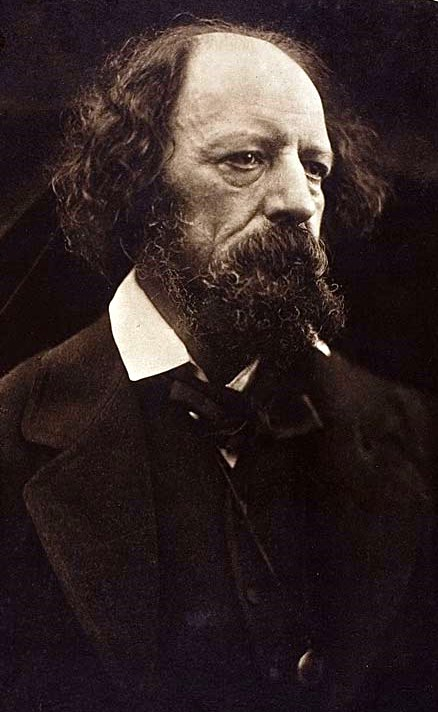
Lord Tennyson
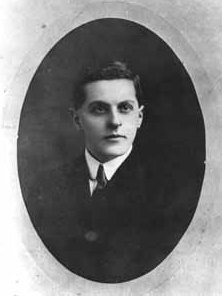
Ludwig Wittgenstein
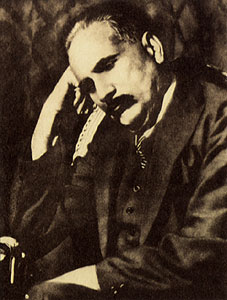
Allama Iqbal
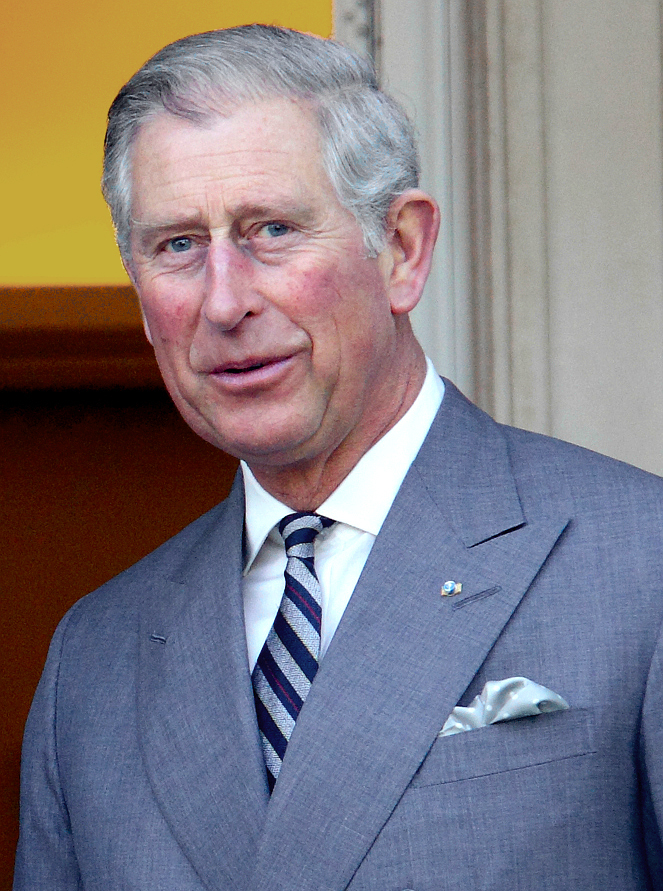
Carles, príncep de Gal·les